# Soldado de cables

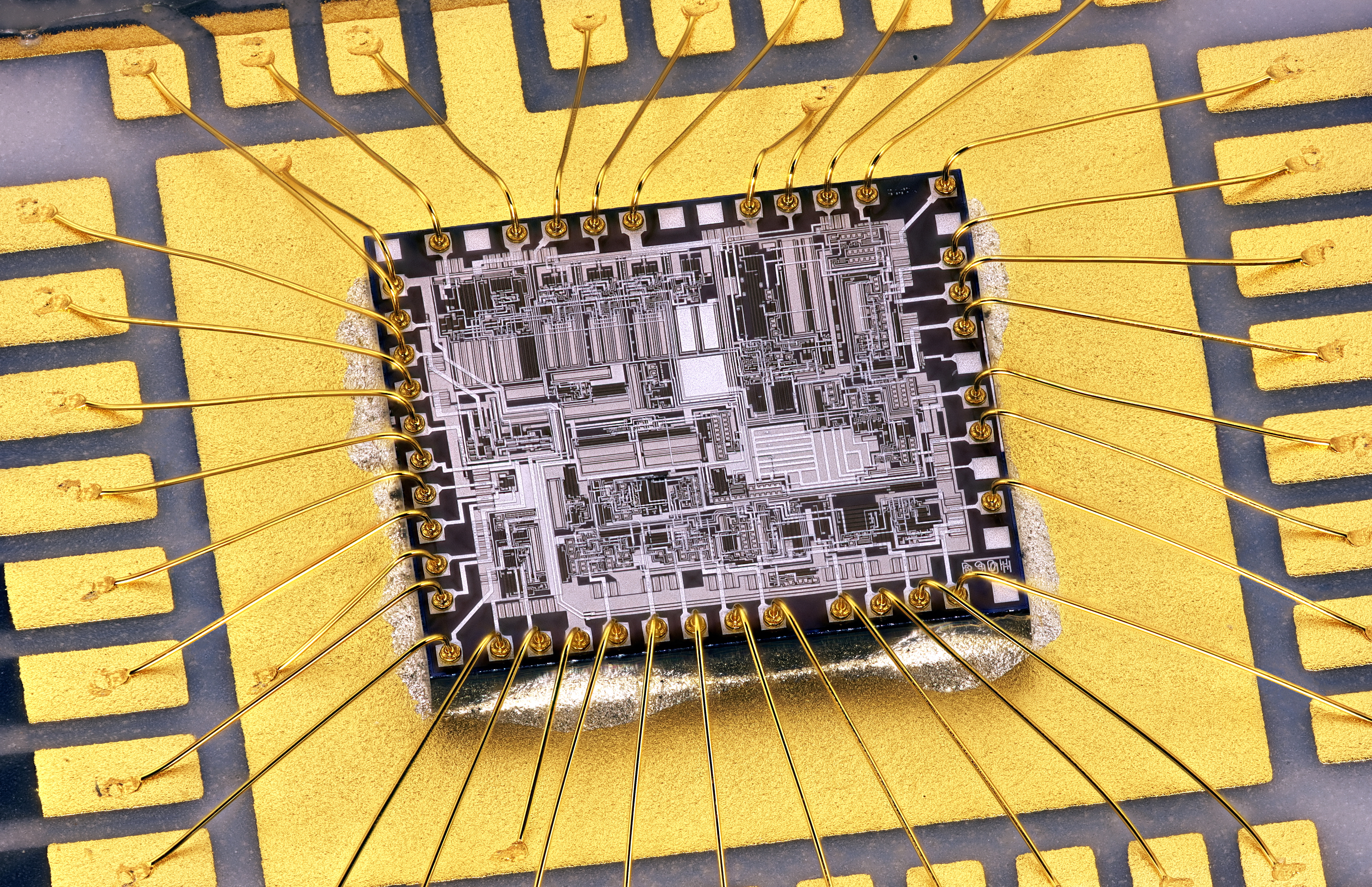
Unión de bolas de alambre de oro en una matriz de silicio.

El soldado de cables es el método más usado para llevar a cabo las conexiones entre los circuitos integrados y la placa de circuito impreso (PCB). Sin embargo, la utilidad del método de soldado de cables no se limita sólo a este tipo de conexiones, ya que también se puede utilizar para conectar varios circuitos integrados entre sí.
El método de soldado de cables consiste en crear cables de interconexión muy finos desde los contactos del chip hasta los contactos existentes en la PCB, o en el caso del empaquetado 3D, entre los contactos de un chip hasta los contactos de otro chip. 
Estos cables de unión suelen estar fabricados de aluminio, cobre u oro.
En cuanto a las uniones, estas pueden ser de dos tipos básicamente:
- Uniones mediante bolas (con aire en su interior), generalmente usadas para conectar el cable en el origen.
- Uniones en forma de cuña, usadas para conectar el cable con la zona de contacto del destino.

## Proceso de interconexión
A continuación se presentan los pasos necesarios para llevar a cabo el método de soldado de cables:
1. Se utiliza una especie de pinza abierta por un lado, a través de la cual sobresale el cable terminado en una bola de aire.
2. Se centra la bola de aire (que actúa como punta del cable) con respecto al cable mediante un tensor para asegurar que al bajarla quede en el centro del área de contacto. En caso de no estar centrada la bola de aire, se pueden producir deformaciones en el contacto que se hace con la superficie de contacto.
3. Se baja la bola de aire hasta que haga contacto con la superficie de conexión. La deformación sufrida por la bola de aire es llevada a cabo mediante la aplicación de fuerza de impacto, energía ultrasónica y temperaturas elevadas, consiguiendo que sea lo más uniforme posible gracias al tensor de la pinza usada.
4. Después de unir la bola de aire con la superficie de contacto, se procede a retirar la pinza y a llevarla al destino del cable que se está generando.
5. Una vez la pinza alcanza el lugar del segundo contacto (correspondiente destino del cable generado), se aplasta el cable contra esta superficie de contacto dejando esta punta del cable en forma de cuña.
6. Es importante destacar que una vez hecha esta segunda unión, se deje espacio suficiente en la punta del cable como para generar una nueva bola de aire para la siguiente conexión.
7. Por último se vuelve a formar una nueva bola de aire en la punta del cable, y se repite el ciclo de interconexión.